# Sychem (postać biblijna)
Sychem – postać biblijna z Księgi Rodzaju, syn księcia miasta Sychem, Chamora.
Porwał i zgwałcił córkę Jakuba – Dinę. Zakochawszy się w niej, prosił ojca o pomoc w uzyskaniu jej ręki. Wymogiem zawarcia małżeństwa, postawionym w ramach podstępu przez braci Diny, było obrzezanie się wszystkich mężczyzn z miasta Sychem, do czego ten z pomocą ojca ich nakłonił. Trzeciego dnia po obrzezaniu, kiedy mężczyźni cierpieli z bólu, bracia Diny, Lewi oraz Symeon wtargnęli do miasta i zamordowali Sychema wraz z innymi mieszkańcami. 